# グラン・ホテル・ボリバル
グラン・ホテル・ボリバル（西:  Gran Hotel Bolívar）は、1924年創業のペルーの首都リマにある3つ星ホテル。ホテルはペルー独立戦争のアヤクーチョの戦い終戦100年記念として建設された。ペルーの銀行家兼実業家アウグスト・ウィーゼ・エスラバがアメリカの建設会社にホテルの建設を依頼し、設計はペルーの建築家のラファエル・マルキナが行った。建築様式は鉄筋コンクリートと木造の組積造である。1階のテナントにケンタッキーフライドチキンが入居している。
創業から14年後の1938年、マルキナはホテルを創業当時の3階から5階に改修させた。1972年12月28日にはペルーの有形文化財となる。2017年1月24日にホテルが競売に出されることを発表。
1940年代から1950年代は、オーソン・ウェルズやエヴァ・ガードナー、ジョン・ウェインなどのハリウッドの名優たちが訪れ、ペルー名物のピスコサワーを嗜んでいた。リマ旧市街に面し、世界遺産のサン・フランシスコ教会はホテルから徒歩圏内に位置する。2019年、ホテル支配人のセサール・マルティネスは政府からの支援なしにホテル内の改修は行えないと語っている。

## ギャラリー

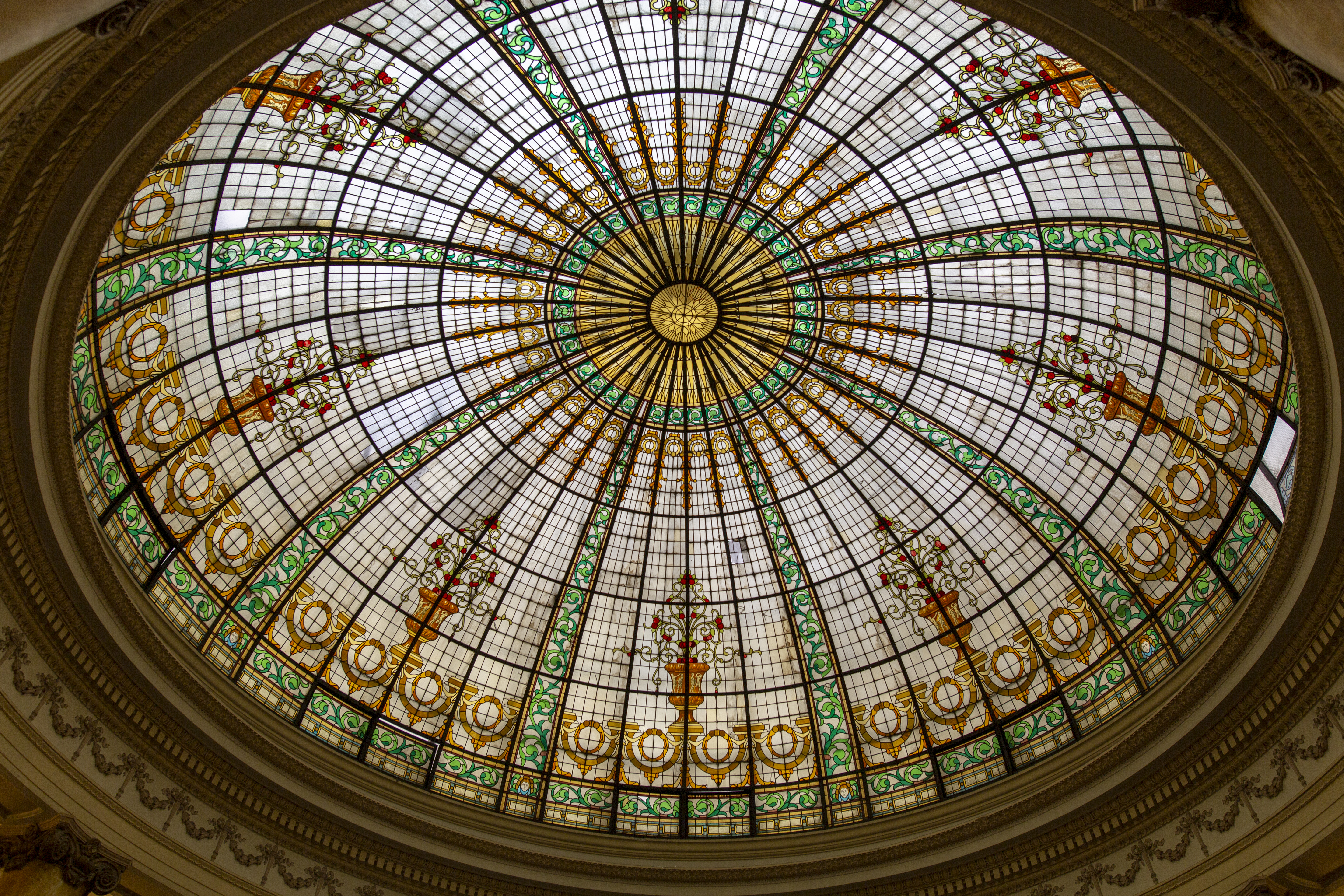
キューポラ
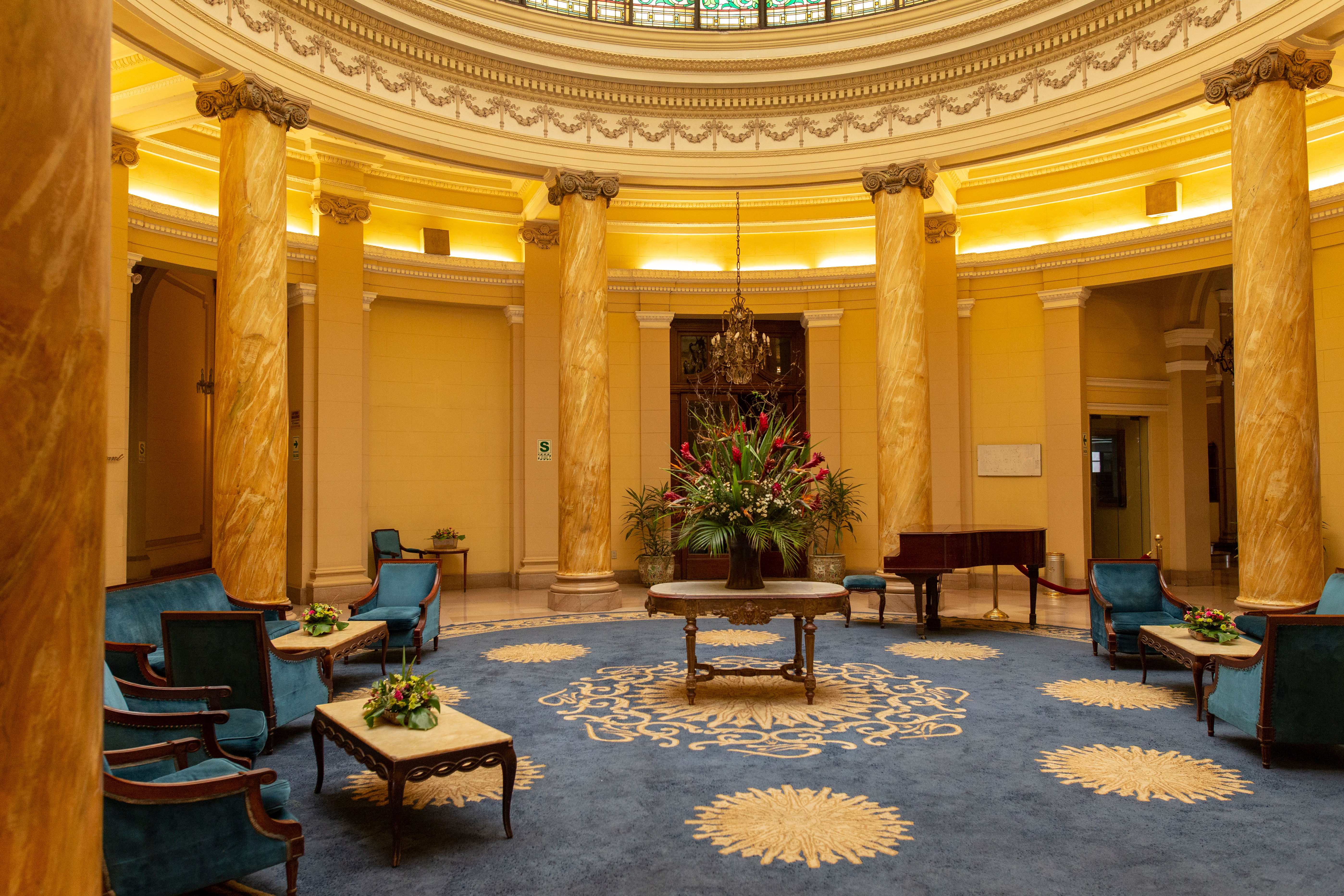
ラウンジ
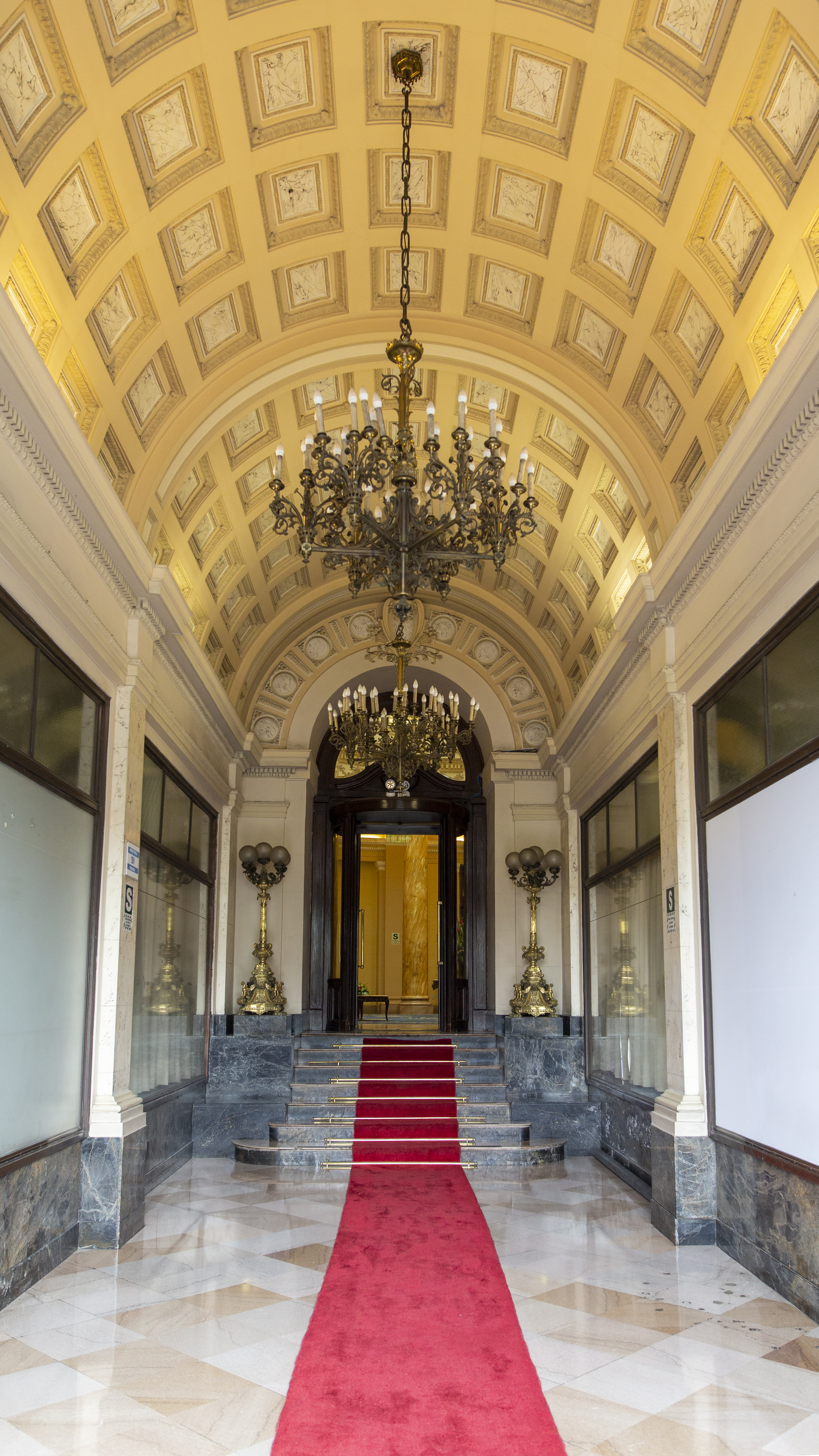
廊下